# Bruck Hermina
Bruck Hermina (Pest, 1861. május 21. – Budapest, 1945. január 3.) magyar festőművész. Bruck Lajos és Bruck Miksa festőművészek és Bruck Jakab orvos, szakíró húga.

## Élete
Bruck Mór (1816–1903) és Bonyhárd Jozefa lánya. 1891 és 1897 között a Budapesti Mintarajziskolában tanult, majd Lotz Károly és Deák-Ébner Lajos mellett, és egy ideig bátyjánál képezte magát. Később Rómában és Münchenben tanult. Tanulmányutat tett Németországban, Franciaországban és Olaszországban. 1896-ban a Millenniumi és az 1907. évi pécsi kiállításokon elismerő oklevelet,  1913-ban pedig a Magyar Képzőművésznők Egyesületének kiállításán Őszi virágok című pasztellképével ezüstérmet nyert. 1892-től állított ki a fővárosban. Alapítótagja volt a Nemzeti Szalonnak és a Magyar Képzőművésznők Egyesületének. Halálát bombatalálat okozta.

## Művei
- Semmeringi táj (1894-1895)
- Besnyői táj (1895-1896)
- Csendélet (1897)
- Kolostorkert (1910-1911)
- Budai hegyek közt (1917-1918)
- Szeptember vége (1926)
- Részlet a Jókai villából (1927)